# ATP de Marbella
O ATP de Marbella – ou AnyTech365 Andalucía Open, na última edição – foi um torneio de tênis profissional masculino, de nível ATP 250.
Realizado em Marbella, no sudoeste da Espanha, teve duas edições nos anos 1990 e retornou em 2021, com licença de apenas um ano. Os jogos eram disputados em quadras de saibro durante o mês de abril.

## Finais

### Simples
| Ano                                     | Campeão             | Vice-campeão        | Resultado     |
| --------------------------------------- | ------------------- | ------------------- | ------------- |
| 2021                                    | Pablo Carreño Busta | Jaume Munar         | 6–1, 2–6, 6–4 |
| Torneio não realizado entre 2020 e 1998 |                     |                     |               |
| 1997                                    | Albert Costa        | Alberto Berasategui | 6–3, 6–2      |
| 1996                                    | Marc-Kevin Goellner | Àlex Corretja       | 7–64, 7–62    |

### Duplas
| Ano                                     | Campeões                    | Vice-campeões                     | Resultado     |
| --------------------------------------- | --------------------------- | --------------------------------- | ------------- |
| 2021                                    | Ariel Behar Gonzalo Escobar | Tomislav Brkić Nikola Čačić       | 6–2, 6–4      |
| Torneio não realizado entre 2020 e 1998 |                             |                                   |               |
| 1997                                    | Karim Alami Julian Alonso   | Alberto Berasategui Jordi Burillo | 4–6, 6–3, 6–0 |
| 1996                                    | Andrew Kratzmann Jack Waite | Pablo Albano Lucas Arnold Ker     | 6–7, 6–3, 6–4 |